# Омневичи (Брестская область)
Омневи́чи (бел. Амнявічы) — деревня в Городищенском сельсовете Барановичского района Брестской области Белоруссии. Население — 38 человек (2023).

## География
Расположена в 32,5 км по автодорогам к северу от центра города Барановичи, в 8,5 км к северо-западу от центра сельсовета, городского посёлка Городище, у автодороги Н-276 «Городище — Омневичи — Мордичи», на которой есть остановка автобусов, следующих до райцентра. К северу от деревни протекает река Амневица, левый приток реки Своротва. Действуют кладбище, магазин и дом социальных услуг.

## История
Согласно письменным источникам, известна с XVI века. С 1567 года имение Омневичи принадлежало шляхтичам Гришкевичу, Зеньковичу, Тишкевичу и Маковецкому. С 1793 года в Российской Империи, деревня в Городищенской волости Новогрудского уезда Минской губернии. По переписи 1897 года — 25 дворов, хлебозапасный магазин.
С 1921 года в составе Польши, где принадлежала гмине Городище Новогрудского, а затем Барановичского повета Новогрудского воеводства. По переписи 1921 года в ней числилось 36 жилых зданий, в которых проживало 187 человек (78 мужчин, 109 женщин), из них 149 белорусов, 33 поляка и 5 евреев (по вероисповеданию — 172 православных, 10 римских католиков и 5 иудеев).
С 1939 года в составе БССР, в 1940–62 годах — в Городищенском районе Барановичской, с 1954 года Брестской области. Затем — в Барановичском районе. С конца июня 1941 года до июля 1944 года оккупирована немецко-фашистскими войсками.
До 6 августа 1979 года деревня входила в состав Зелёновского сельсовета.

## Население
По состоянию на 1 января 2023 года в деревне проживало 38 человек в 17 хозяйствах, в том числе 4 моложе трудоспособного возраста, 20 — в трудоспособном возрасте и 14 — старше трудоспособного возраста. 
| Численность населения (по переписи) | Численность населения (по переписи) | Численность населения (по переписи) | Численность населения (по переписи) | Численность населения (по переписи) | Численность населения (по переписи) | Численность населения (по переписи) |
| 1897                                | 1921                                | 1959                                | 1970                                | 1999                                | 2009                                | 2019                                |
| ----------------------------------- | ----------------------------------- | ----------------------------------- | ----------------------------------- | ----------------------------------- | ----------------------------------- | ----------------------------------- |
| 165                                 | ↗187                                | ↗189                                | ↘152                                | ↘66                                 | ↘53                                 | ↘38                                 |

## Достопримечательности
- Могила жертв фашизма. Похоронены четыре местных жителя (все известны), замученных в 1941 году, и советский воин. В 1965 году на могиле установлен обелиск.
- Могила Мороза Владимира Ивановича и Мороз Анны Иосифовны. Партизаны-подпольщики были замучены в период Великой Отечественной войны. В 1980 году на могиле установлен обелиск[9].